# 科爾內什蒂
科爾內什蒂是摩爾多瓦的城鎮，位於該國西部，距離首都基希讷乌72公里，由溫蓋尼區負責管轄，始建於1871至1873年，海拔高度314米，2012年人口3,200。